# Tereza Novotná

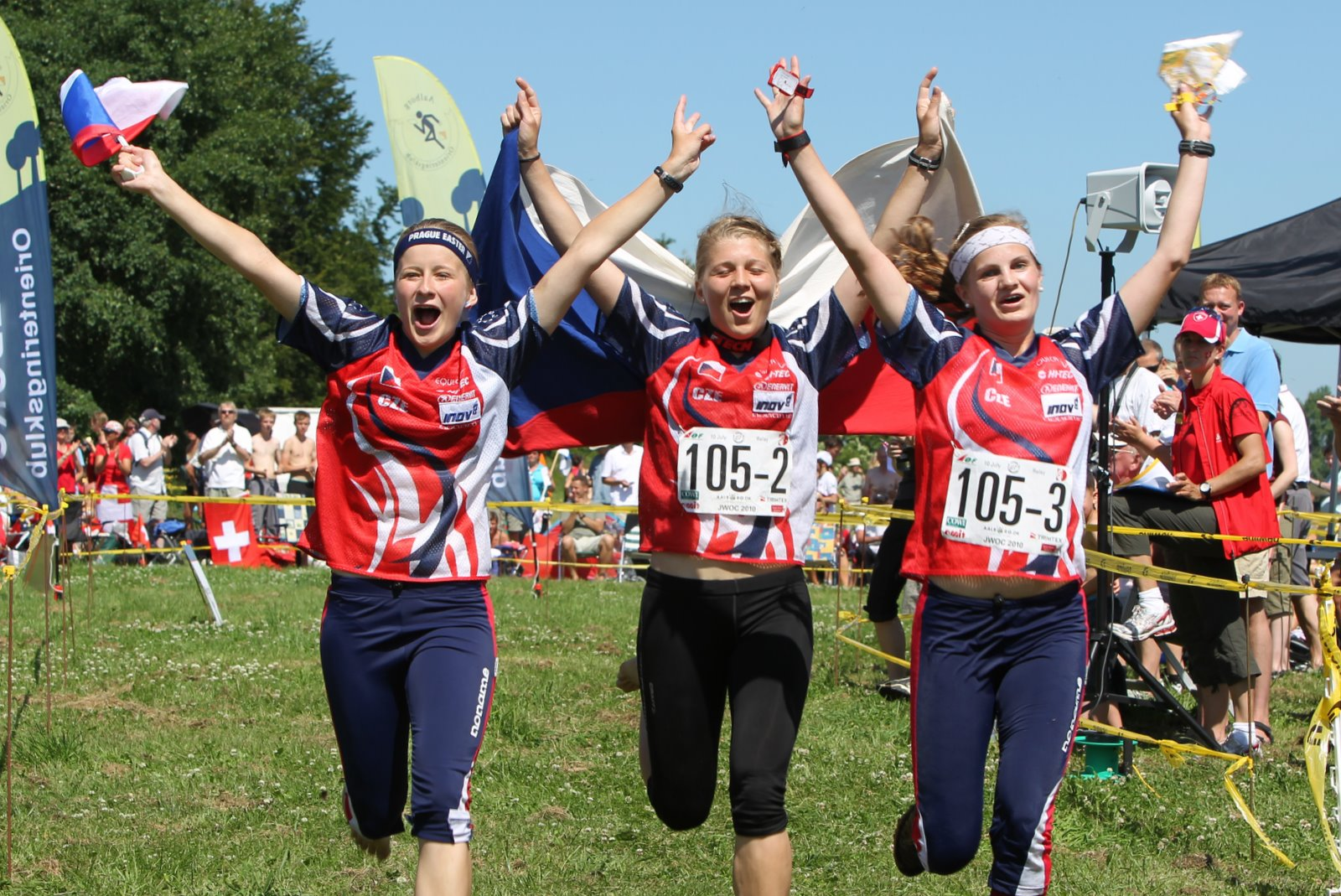
Stříbrné medailistky z JWOC 2010 (Denisa Kosová, Jana Knapová, Tereza Novotná)

Tereza Novotná (* 1992 Hradec Králové) je česká orientační běžkyně. Mezi její největší úspěchy patří druhé místo ze sprintu na juniorském mistrovství světa 2009 v italském San Martinu. V současnosti běhá za český klub OK 99 Hradec Králové a též za švédský klub OK Hällen, za který startuje ve Skandinávii.
Je dcerou bývalé české a československé reprezentantky Petry Novotné.

## Sportovní kariéra

### Umístění na MS
| Přehled úspěchů na Mistrovství světa juniorů | Přehled úspěchů na Mistrovství světa juniorů | Přehled úspěchů na Mistrovství světa juniorů | Přehled úspěchů na Mistrovství světa juniorů | Přehled úspěchů na Mistrovství světa juniorů |
| Mistrovství světa juniorů                    | Sprint                                       | Middle                                       | Long                                         | Štafety                                      |
| -------------------------------------------- | -------------------------------------------- | -------------------------------------------- | -------------------------------------------- | -------------------------------------------- |
| Göteborg 2008                                | 6. místo                                     | B24. místo                                   | 91. místo                                    | 7. místo                                     |
| San Martino 2009                             | 2. místo                                     | 20. místo                                    | 70. místo                                    | 13. místo                                    |
| Aalborg 2010                                 | 4. místo                                     | 27. místo                                    | 15. místo                                    | 2. místo                                     |
| Wejherowo 2011                               | 3. místo                                     | 47. místo                                    | 19. místo                                    | 2. místo                                     |

### Umístění na MČR
| Umístění na Mistrovství České republiky v orientačním běhu | Umístění na Mistrovství České republiky v orientačním běhu | Umístění na Mistrovství České republiky v orientačním běhu | Umístění na Mistrovství České republiky v orientačním běhu | Umístění na Mistrovství České republiky v orientačním běhu | Umístění na Mistrovství České republiky v orientačním běhu | Umístění na Mistrovství České republiky v orientačním běhu | Umístění na Mistrovství České republiky v orientačním běhu | Umístění na Mistrovství České republiky v orientačním běhu | Umístění na Mistrovství České republiky v orientačním běhu | Umístění na Mistrovství České republiky v orientačním běhu | Umístění na Mistrovství České republiky v orientačním běhu |
| Ročník                                                     | Kategorie                                                  | Klasická                                                   | Krátká                                                     | Sprint                                                     | Dlouhá                                                     | Noční                                                      | Ranking                                                    | Členství v klubu                                           | Štafety                                                    | Kluby                                                      | Sprint. štafety                                            |
| ---------------------------------------------------------- | ---------------------------------------------------------- | ---------------------------------------------------------- | ---------------------------------------------------------- | ---------------------------------------------------------- | ---------------------------------------------------------- | ---------------------------------------------------------- | ---------------------------------------------------------- | ---------------------------------------------------------- | ---------------------------------------------------------- | ---------------------------------------------------------- | ---------------------------------------------------------- |
| MČR 2006                                                   | D16 – mladší dorostenky                                    | 9. místo                                                   | 7. místo                                                   | 1. místo                                                   |                                                            |                                                            |                                                            | OK 99 Hradec Králové                                       |                                                            |                                                            |                                                            |
| MČR 2007                                                   | D16 – mladší dorostenky                                    | 1. místo                                                   | 1. místo                                                   | 1. místo                                                   |                                                            |                                                            |                                                            | OK 99 Hradec Králové                                       |                                                            |                                                            |                                                            |
| MČR 2007                                                   | D18 – starší dorostenky                                    |                                                            |                                                            |                                                            |                                                            |                                                            |                                                            | OK 99 Hradec Králové                                       | 3. místo                                                   | 1. místo                                                   |                                                            |
| MČR 2008                                                   | D16 – mladší dorostenky                                    | 2. místo                                                   |                                                            | 7. místo                                                   |                                                            |                                                            | 420. místo                                                 | OK 99 Hradec Králové                                       |                                                            |                                                            |                                                            |
| MČR 2008                                                   | D18 – starší dorostenky                                    |                                                            |                                                            |                                                            |                                                            |                                                            |                                                            | OK 99 Hradec Králové                                       | 4. místo                                                   | 6. místo                                                   |                                                            |
| MČR 2009                                                   | D18 – starší dorostenky                                    |                                                            | 2. místo                                                   | 1. místo                                                   | 1. místo                                                   | 6. místo                                                   | 290. místo                                                 | OK 99 Hradec Králové                                       | 6. místo                                                   | 1. místo                                                   |                                                            |
| MČR 2010                                                   | D18 – starší dorostenky                                    | 1. místo                                                   | 5. místo                                                   | 3. místo                                                   | 3. místo                                                   |                                                            | 295. místo                                                 | OK 99 Hradec Králové                                       | 5. místo                                                   | 5. místo                                                   |                                                            |
| MČR 2011                                                   | D20 – juniorky                                             |                                                            | 2. místo                                                   |                                                            |                                                            |                                                            |                                                            | OK 99 Hradec Králové                                       |                                                            |                                                            |                                                            |
| MČR 2011                                                   | D21 – ženy                                                 |                                                            |                                                            |                                                            |                                                            | 37. místo                                                  | OK 99 Hradec Králové                                       |                                                            |                                                            |                                                            |                                                            |
| MČR 2012                                                   | D20 – juniorky                                             |                                                            | disk                                                       | 1. místo                                                   |                                                            | 191. místo                                                 | OK 99 Hradec Králové                                       |                                                            |                                                            |                                                            |                                                            |
| MČR 2013                                                   | D21 – ženy                                                 |                                                            | 24. místo                                                  |                                                            |                                                            | 429. místo                                                 | OK 99 Hradec Králové                                       |                                                            |                                                            |                                                            |                                                            |
| MČR 2014                                                   | D21 – ženy                                                 |                                                            |                                                            |                                                            |                                                            | 436. místo                                                 | OK 99 Hradec Králové                                       |                                                            |                                                            |                                                            |                                                            |
| MČR 2015                                                   | D21 – ženy                                                 |                                                            |                                                            |                                                            |                                                            | 445. místo                                                 | OK 99 Hradec Králové                                       |                                                            |                                                            |                                                            |                                                            |
| MČR 2016                                                   | D21 – ženy                                                 |                                                            |                                                            |                                                            |                                                            | 593. místo                                                 | OK 99 Hradec Králové                                       |                                                            |                                                            |                                                            |                                                            |
| MČR 2018                                                   | D21 – ženy                                                 | disk                                                       | 26. místo                                                  | 21. místo                                                  |                                                            | 34. místo                                                  | OK 99 Hradec Králové                                       | 3. místo                                                   | 19. místo                                                  | 7. místo                                                   |                                                            |
| MČR 2019                                                   | D21 – ženy                                                 |                                                            | 58. místo                                                  | 10. místo                                                  |                                                            | 65. místo                                                  | OK 99 Hradec Králové                                       | 1. místo                                                   | 1. místo                                                   | 1. místo                                                   |                                                            |
| MČR 2020                                                   | D21 – ženy                                                 |                                                            | 45. místo                                                  |                                                            |                                                            | 67. místo                                                  | OK 99 Hradec Králové                                       | 1. místo                                                   |                                                            | 2. místo                                                   |                                                            |